# Bonnevent-Velloreille
Bonnevent-Velloreille ist eine Gemeinde im französischen Département Haute-Saône in der Region Bourgogne-Franche-Comté.

## Geographie
Bonnevent-Velloreille liegt auf einer Höhe von 265 m über dem Meeresspiegel, etwa 19 Kilometer nordnordwestlich der Stadt Besançon (Luftlinie). Das Straßendorf erstreckt sich im Süden des Departements, nördlich des Tals des Ognon in einer Senke am Ostfuß der Hochflächen der Monts de Gy.
Die Fläche des 5,32 km² großen Gemeindegebiets umfasst einen Abschnitt der gewellten Landschaft zwischen den Flusstälern von Ognon im Süden und Saône im Nordwesten. Der östliche Teil des Gebietes wird von einer Senke eingenommen, die durchschnittlich auf 250 m liegt und überwiegend landwirtschaftlich genutzt wird. Die östliche Grenze verläuft dabei in einem Tälchen, das kein oberirdisches Fließgewässer zeigt, weil das Niederschlagswasser im verkarsteten Untergrund versickert. Es gehört topographisch zum Einzugsgebiet des Ruisseau de la Douain (rechter Zufluss des Ognon). 
Nach Westen erstreckt sich das Gemeindeareal über eine rund 60 bis 80 m hohe Geländestufe auf die Hochfläche der Monts de Gy. Hier wird mit 355 m die höchste Erhebung von Bonnevent-Velloreille erreicht. Die westliche Abgrenzung bildet der Talkessel des Ruisseau de Vau Venise. In geologischer Hinsicht besteht das Gebiet überwiegend aus tertiären Sedimenten, während an einigen Orten auch Wechsellagerungen von sandig-mergeligen und kalkigen Schichten der Jurazeit zutage treten.
Die Doppelgemeinde besteht aus den Ortsteilen Bonnevent (265 m) und Velloreille (278 m), beide am Ostfuß der Monts de Gy gelegen. Heute sind beide Ortsteile zusammengewachsen. Nachbargemeinden von Bonnevent-Velloreille sind Oiselay-et-Grachaux im Norden, Cordonnet im Osten sowie Montboillon im Süden und Westen.

## Geschichte
Überreste des römischen Verkehrsweges, der von Besançon nach Langres führte, und weitere Funde weisen auf eine frühe Begehung und Besiedlung des Gemeindegebietes hin. Im Mittelalter gehörten Bonnevent und Velloreille zur Freigrafschaft Burgund und darin zum Gebiet des Bailliage d’Amont. Im Talkessel von Vau Venise befand sich einst ein Benediktinerpriorat, das vom Kloster in Baume-les-Messieurs abhängig war. Dieses hatte lange Zeit die kirchliche Hoheit inne. Die weltliche Herrschaft oblag den Herren von Oiselay. Zusammen mit der Franche-Comté gelangten Bonnevent und Velloreille mit dem Frieden von Nimwegen 1678 definitiv an Frankreich. 
Im Jahr 1807 fusionierten die beiden Gemeinden Bonnevent und Velloreille-lès-Oiselay (1806: 260 Einwohner) zur neuen Gemeinde Bonnevent-et-Velloreille-lès-Oiselay. In der nachfolgenden Zeit wurden drei Namensänderungen vollzogen: 1881 zu Bonnevent-et-Velloreille-lès-Bonnevent, 1936 wieder zu Bonnevent-et-Velloreille-lès-Oiselay und schließlich 1962 zu Bonnevent-Velloreille. Heute ist Bonnevent-Velloreille Mitglied des 33 Ortschaften umfassenden Gemeindeverbandes Communauté de communes du Pays Riolais.

## Sehenswürdigkeiten
Die Kirche Ste-Trinité wurde im 19. Jahrhundert im Stil der Neugotik erbaut und besitzt eine Statue des Heiligen Blasius aus dem Mittelalter. Zu den weiteren Sehenswürdigkeiten zählen das Maison de la Tour (ursprünglich aus dem 15. Jahrhundert) und das Lavoir (um 1860).

## Bevölkerung
| Jahr                       | 1962 | 1968 | 1975 | 1982 | 1990 | 1999 |
| Einwohner                  | 186  | 173  | 177  | 201  | 250  | 287  |
| Quellen: Cassini und INSEE |      |      |      |      |      |      |

Mit 408 Einwohnern (1. Januar 2022) gehört Bonnevent-Velloreille zu den kleinen Gemeinden des Département Haute-Saône. Nachdem die Einwohnerzahl in der ersten Hälfte des 20. Jahrhunderts deutlich abgenommen hatte (1886 wurden noch 307 Personen gezählt), wurde seit Mitte der 1970er Jahre wieder ein kontinuierliches Bevölkerungswachstum verzeichnet. Seither hat sich die Einwohnerzahl verdoppelt.

## Wirtschaft und Infrastruktur
Bonnevent-Velloreille war bis weit ins 20. Jahrhundert hinein ein vorwiegend durch die Landwirtschaft (Ackerbau, Obstbau und Viehzucht) und die Forstwirtschaft geprägtes Dorf. Heute gibt es einige Betriebe des lokalen Kleingewerbes. In den letzten Jahrzehnten hat sich das Dorf zu einer Wohngemeinde gewandelt. Viele Erwerbstätige sind deshalb Wegpendler, die in den größeren Ortschaften der Umgebung und in der Agglomeration Besançon ihrer Arbeit nachgehen.
Der Ort liegt abseits der größeren Durchgangsachsen an einer Departementsstraße, die von Étuz nach Fretigney-et-Velloreille führt. Der nächste Anschluss an die Autobahn A36 befindet sich in einer Entfernung von ungefähr 17 km. Eine weitere Straßenverbindung besteht mit Chaux-la-Lotière.